# Кенжарык
Кенжары́к (каз. Кеңжарық) — село в Нуринском районе Карагандинской области Казахстана. Входит в состав Кенжарыкского сельского округа. Код КАТО — 355253200.

## Население
В 1999 году население села составляло 137 человек (65 мужчин и 72 женщины). По данным переписи 2009 года, в селе проживало 95 человек (44 мужчины и 51 женщина).